# 병점역
병점(한신대)역(Byeongjeom(Hansin Univ.)Station, 餠店驛)은 대한민국 경기도 화성시 진안동에 있는 수도권 전철 1호선의 전철역이다. 인근에 L타워가 있다.

## 역사
원래는 전의역, 심천역 등과 역사 건물과 구조가 유사했지만 수도권 전철 1호선이 개통되면서 현재의 역사로 재건축되었다.
- 1905년 1월 1일: 보통역으로 영업개시
- 1950년 7월 3일: 한국 전쟁으로 역사 소실
- 1957년 5월 25일: 역사 신축 준공
- 1977년 5월 16일: 수소화물 취급 중지
- 1990년 2월 1일: 역원배치(운전취급)간이역으로 격하[4]
- 1990년 5월 1일: 여객 취급 중지
- 2003년 4월 30일: 수도권 전철 (수원~병점 간) 개통과 동시에 보통역으로 승격[5]
- 2005년 1월 20일: 수도권 전철 1호선 병점(한신대)~천안역 및 부성역 구간 연장 개통과 함께 중간역이 됨
- 2010년 1월 21일: 당정역 개업으로 1호선 역번호가 P156번에서 P157번으로 변경
- 2010년 2월 26일: 수도권 전철 1호선 서동탄역 개통과 함께 분기역이 됨

## 부역명
인근의 한신대학교에서 유래한 한신대학(韓神大學)였으나 삭제되었다가 L타워가 붙었다.

## 개요
서울교통공사 1000호대 VVVF 전동차, 서울교통공사 1000호대 저항제어 전동차는 이 역 이후 병점기지선을 통해 서동탄역으로 운행하며, 이 역 이남으로 내려간 일은 없다. 이러한 이유는 한국철도공사와의 협의 및 국토교통부의 고시 때문이다. 한국철도공사와 서울교통공사와의 협약으로 세마역부터는 한국철도공사 311000호대 전동차만 들어온다.

## 역 구조
중간에 경부1선 일반열차 통과선이 있다. 출입구는 3개다.

### 배선도
병점역에서 출발하는 병점기지선의 배선도는 다음과 같다.

### 승강장
2면 4선의 쌍섬식 승강장을 갖춘 지상역이며, 반밀폐형 스크린도어가 설치되어 있다.
| ↑세류           |
| ４３ \| ２１ \| |
| 세마↓/서동탄↓   |

| 1 | ● 수도권 전철 1호선 | 서동탄 방면(병점발 또는 급행열차 대피시에 정차) 병점기지 입고 열차 당역 종착                      |
| 2 | ● 수도권 전철 1호선 | 오산·평택·천안·신창 방면(일반, 급행)                                                              |
|   | 경부선              | 통과선                                                                                            |
| 3 | ● 수도권 전철 1호선 | 수원·안양·구로·광운대 방면(천안·신창발)(일반, 급행)                                               |
| 4 | ● 수도권 전철 1호선 | 광운대 방면(서동탄·병점발)(단 신창 및 천안발 열차는 급행열차 대피시에 정차) 천안·신창발 당역 종착 |

## 역 주변
- 화성시청
- 동탄신도시
- 한신대학교
- 수원과학대학교
- 용주사
- 정남면
- 융릉
- 건릉
- 수원환경사업소
- 태안파출소
- 유앤아이센터
- 홈플러스 병점점

## 승차량 변동
| 노선   | 승차 인원 | 승차 인원 | 승차 인원 | 승차 인원 | 승차 인원 | 승차 인원 | 승차 인원 | 승차 인원 | 승차 인원 | 승차 인원 | 승차 인원 | 승차 인원 | 승차 인원 | 승차 인원 | 승차 인원 | 승차 인원 | 승차 인원 | 승차 인원 | 승차 인원 | 승차 인원 | 주석  |
| 노선   | 2003년    | 2004년    | 2005년    | 2006년    | 2007년    | 2008년    | 2009년    | 2010년    | 2011년    | 2012년    | 2013년    | 2014년    | 2015년    | 2016년    | 2017년    | 2018년    | 2019년    | 2020년    | 2021년    | 2022년    | 주석  |
| ------ | --------- | --------- | --------- | --------- | --------- | --------- | --------- | --------- | --------- | --------- | --------- | --------- | --------- | --------- | --------- | --------- | --------- | --------- | --------- | --------- | ----- |
| 경부선 | 8494      | 9502      | 10854     | 11370     | 12682     | 15288     | 16027     | 15376     | 15295     | 15027     | 15186     | 15959     | 15844     | 15842     | 15717     | 16125     | 16661     | 11060     | 11911     | 14114     | [ 6 ] |

| 경부선 |

## 인접한 역
| 경부선                       | 경부선                            | 경부선              |
| ---------------------------- | --------------------------------- | ------------------- |
| P156 세류 광운대 방면        | ● 수도권 전철 1호선 경부선 완행   | P158 세마 신창 방면 |
| P155 수원 청량리 방면        | ● 수도권 전철 1호선 경부선 급행 A | P160 오산 신창 방면 |
| P155 수원 서울역 (지상) 방면 | ● 수도권 전철 1호선 경부선 급행 B | P160 오산 천안 방면 |
| 경부선·병점기지선            |                                   |                     |
| P156 세류 광운대 방면        | ● 수도권 전철 1호선 경부선 완행   | P157-1 서동탄 방면  |

## 같이 보기
- 이춘재 연쇄 살인 사건